# Sarah Rosetta Wakeman
Sarah Rosetta Wakeman (16 de enero de 1843 – 19 de junio de 1864) fue una mujer que sirvió disfrazada de hombre en el Ejército de la Unión durante la Guerra de Secesión estadounidense, bajo el falso nombre de Lyons Wakeman. Wakeman sirvió con la Compañía H, del 153.º Voluntario de Infantería de Nueva York. Sus cartas escritas durante su servicio quedaron olvidadas durante casi un siglo en el ático de la casa familiar.

## Primeros años
Wakeman nació el 16 de enero de 1843, en Bainbridge, Nueva York, de Harvey Anable Wakeman y Emily Hale Wakeman, un matrimonio de humildes granjeros de Afton, Nueva York y la mayor de nueve hermanos.: 36  A los diecisiete años,  había recibido alguna educación formal y trabajaba como sirvienta doméstica. Wakeman, presionada por las dificultades económicas de la familia y sin posibles pretendientes que afrontaran sus gastos, abandonó el hogar vestida de hombre en 1862 para ir a trabajar como barquero en el Canal Chenango: 38  (los trabajos masculinos estaban mejor remunerados y un hombre siempre cobraba más que una mujer). Las cartas de Wakeman a casa aluden a alguna clase de desavenencia entre ellos antes de su partida.: 40 
Mientras trabajaba, encontró reclutadores del ejército ofreciendo una bonificación de $152 por alistarse. El 30 de agosto de 1862, firmó como Lyons Wakeman y reclamando tener 21 años. La recompensa habría sido una extraordinaria motivación para Wakeman alistarse, pues era mucho más de lo que podía ganar como mujer. Wakeman se alistó como soldado de la Compañía H de la 153.ª de Voluntarios del Estado de Nueva York en Root, Nueva York.: 40  Su descripción en los papeles de alistamiento declara que tenía cinco pies de  alto (1,60 m), piel clara, cabello castaño y ojos azules. Ella falsificó su edad en los papeles declarando que tenía veintiún años cuando de hecho tenía diecisiete o dieciocho.

## Servicio militar
Su regimiento fue asignado a deberes de guardia en Alexandria, Virginia y más tarde en Washington D. C., para proteger los alimentos de la nación. A pesar de la tediosa vida de campamento y las condiciones desafiantes de la vida como soldado, Wakeman escribió que "me gusta ser un soldado de bien.": 42  Mucho tiempo de inactividad dio tiempo a Wakeman para escribir numerosas cartas.: 41  La primera carta que Wakeman envió a casa contenía información sobre porqué había dejado el hogar y qué estaba haciendo. Wakeman enviaba a menudo dinero a casa en la esperanza de hacer las paces. Utilizaba su nombre de nacimiento cuando firmaba su correspondencia; si sus cartas hubieran sido interceptadas, este acto podría haber terminado con su carrera militar. Wakeman a menudo escribía sobre ser financieramente independiente, algo que muchas mujeres de la época deseaban. Durante sus años de servicio, Wakeman envió numerosas cartas regularmente a su familia, proporcionando una narrativa de su vida durante el servicio.: 44  Era religiosa, y su fe la consolaba en momentos desafiantes.: 48  A pesar de alguna confusión ocasional, estaba orgullosa de ser un "buen soldado". 
Un punto de interés en el tiempo de servicio de Wakeman fue cuando sirvió como guardia en la Prisión Carroll de Washington.: 46  Durante su tiempo allí, una de las tres mujeres ingresadas en la prisión irónicamente había sido arrestada por un delito que la propia Wakeman estaba cometiendo: disfrazarse de hombre para luchar por la Unión.: 47 
Wakeman finalmente entró en acción cuando el regimiento 153.º fue transferido a un campo de batalla activo en febrero de 1864. Su unidad participó al mando del general de división Nathaniel P. Banks durante la nefasta campaña de Río Rojo. La batalla que siguió tuvo lugar en Pleasant Hill, Luisiana. Esta fuerza contaba con alrededor de 11.000 soldados. Wakeman sobrevivió a su único compromiso de combate el 9 de abril de 1864. Después de la llegada de Wakeman, ella envió su última carta a casa desde Grand Ecore Landing en el Río Rojo.
La última carta de Wakeman informa sobre sus experiencias en batalla: "Nuestro ejército hizo un avance río arriba hasta Pleasant Hill a aproximadamente 40 millas [64 km]. Allí tuvimos una lucha. El primer día de la lucha nuestro ejército fue apaleado y tuvimos que retroceder aproximadamente 10 millas [16 km]. Al día siguiente la lucha se reanudó y el tiroteo tuvo lugar aproximadamente a las ocho en punto de la mañana. Hubo un fuerte cañoneo durante todo el día y un agudo fuego de infantería. No fui a la lucha del primer día, pero al día siguiente tuve que afrontar las balas del enemigo con mi regimiento. Estuve bajo fuego aproximadamente cuatro horas y en el campo de batalla toda la noche. Hubo tres heridos en mi compañía y uno murió. Me siento agradecida a Dios por haberme salvado la vida, y le ruego que me guíe a través del campo de batalla y que  pueda regresar a salvo a casa."

## Muerte y legado
De los soldados muertos, Wakeman escribió, yacían "a veces amontonadamente y en filas… con rasgos distorsionados, entre caballos destrozados y muertos, atrapados en el barro, y echados en todas las clases concebibles de sitios. Claramente puedes oír, sobre el campo entero, el zumbido y siseo de la descomposición." La Campaña del Río Rojo se cobró muchas vidas incluida la de Wakeman. Contrajo diarrea crónica la cual le provocó la muerte el 19 de junio de 1864, en el Hospital General de Marinos de los EE. UU. en Nueva Orleans. Wakeman no fue la única en sufrir tal fin; miles de soldados de la Unión murieron por beber el agua contaminada por los animales pudriéndose. Wakeman no fue descubierta ni siquiera para su entierro; en su lápida se lee "Lyons Wakeman." Fue enterrada con honores militares plenos en el Chalmette National Cemetery en Nueva Orleans.: 50 
Sus cartas y registro de sus experiencias militares fueron descubiertos más de un siglo después de su muerte en el ático de la casa familiar.: 37  Sus parientes todavía conservan las cartas, una fotografía uniformada, y un anillo de Wakeman.: 50 
Las cartas de Wakeman fueron descubiertas en 1976 y posteriormente editadas y publicadas por Lauren Burgess en 1994 como An Uncommon Soldier: The Civil War Letters of Sarah Rosetta Wakeman, alias Pvt. Lyons Wakeman, 153.º Regimiment, New York State Volunteers, 1862 - 1864.